# 塞尔 (上比利牛斯省)
塞尔（法語：Sers）是法国上比利牛斯省的一个市镇，位于该省南部，属于阿尔热莱斯加佐斯特区。该市镇总面积29.91平方公里，2009年时的人口为85人。

## 人口
塞尔人口变化图示